# Tomozawa Goki
Goki Tomozawa (sinh ngày 14 tháng 2 năm 1991) là một cầu thủ bóng đá người Nhật Bản.

## Sự nghiệp câu lạc bộ
Goki Tomozawa đã từng chơi cho YSCC Yokohama.